# Anento (kommunhuvudort)
Anento är en kommunhuvudort i Spanien.   Den ligger i provinsen Provincia de Zaragoza och regionen Aragonien, i den nordöstra delen av landet, 210 km öster om huvudstaden Madrid. Anento ligger 913 meter över havet och antalet invånare är 200.
Terrängen runt Anento är platt åt nordost, men åt sydväst är den kuperad. Runt Anento är det mycket glesbefolkat, med 3 invånare per kvadratkilometer. Närmaste större samhälle är Daroca, 8,4 km nordväst om Anento. Trakten runt Anento består till största delen av jordbruksmark.